# NGC 2367
NGC 2367 är en öppen stjärnhop i stjärnbilden Stora hunden. Den är insvept i en emissionsnebulosa. NGC 2367 och nebulosan tros tillsammans bilda kärnan av Brand 16, som utgör en mindre del av superskalet GS234-02, en enorm struktur med en storlek på hundratals ljusår.